# 陳珂 (嘉靖進士)
陳珂（1511年—？），字仲聲，直隸涿鹿左衛官籍順天府薊州遵化縣人，明朝政治人物。

## 生平
順天府鄉試第一百五名，嘉靖十七年（1538年）戊戌科進士。歷官通判。

## 家族
曾祖陳玉，昭勇將軍指揮使；祖父陳廣，昭勇將軍指揮使；父陳淵，戶部員外郎。母郭氏（贈安人）。永感下。兄陳珮（昭勇将軍、指挥使）。